# Jean Epstein
Jean Epstein (Warschau, 25 maart 1897 – Parijs, 2 april 1953) was een Frans filmregisseur, essayist en schrijver.

## Biografie
Epstein werd geboren in Warschau, wat toen nog deel uitmaakte van het Keizerrijk Rusland, als zoon van een Poolse moeder en een Franse vader. Na de dood van zijn vader in 1903 verhuisde hij met zijn moeder en zus naar Zwitserland. Voor zijn hogere studies trok hij in 1915 naar Lyon, waar ook zijn vader had gewoond. In 1920 schreef hij zijn eerste boek, La Poésie d'aujourd'hui, un nouvel état d'intelligence, wat in de smaak viel bij filmregisseurs als Louis Delluc.
Na een korte stage bij Delluc regisseerde hij in 1922 in samenwerking met Jean Benoît-Lévy zijn eerste film Pasteur, een biopic over Louis Pasteur. Doorheen het verdere verloop van zijn carrière maakte hij steeds vaker gebruik van zijn zus Marie Epstein als scenariste.
Hij overleed op 56-jarige leeftijd in Parijs aan een intracerebraal hematoom.

## Filmografie

### Korte films
- 1922: Les Vendanges
- 1923: La Montagne infidèle
- 1925: Photogénies
- 1926: Au pays de George Sand
- 1930: Le Pas de la mule
- 1931: Notre-Dame de Paris
- 1931: Mor-Vran
- 1932: Le Petit chemin de fer
- 1934: Chanson d'Armor
- 1934: La Vie d'un grand journal
- 1936: La Bourgogne
- 1936: La Bretagne
- 1937: Vive la vie
- 1938: La Relève
- 1938: Les Bâtisseurs
- 1938: Eau vive
- 1939: Artères de France
- 1947: Le Tempestaire
- 1948: Kampen om tungtvannet (Epstein werkte mee aan het eerste deel van de film)
- 1948: Les Feux de la mer

### Lange speelfilms
- 1922: Pasteur
- 1923: L'Auberge rouge
- 1923: Cœur fidèle
- 1924: La Belle Nivernaise
- 1924: La Goutte de sang
- 1924: Le Lion des Mogols
- 1924: L'Affiche
- 1925: Le Double amour
- 1925: Les Aventures de Robert Macaire
- 1926: Mauprat
- 1927: Six et demi onze
- 1927: La Glace à trois faces
- 1928: La Chute de la maison Usher
- 1929: Finis terrae
- 1929: Sa tête
- 1932: L'Or des mers
- 1933: L'Homme à l'Hispano
- 1934: La Châtelaine du Liban
- 1935: Marius et Olive à Paris
- 1936: Cœur de gueux
- 1938: La Femme du bout du monde